# حجیره
حجیره (به عربی: الحجیرة) یک شهرداری در الجزایر است که در ناحیه الحجیرا واقع شده‌است. حجیره ۱۴٬۹۶۵ نفر جمعیت دارد و ۱۲۶ متر بالاتر از سطح دریا واقع شده‌است.